# Gwijde II van Mâcon
Gwijde II van Mâcon (overleden in 1109) was van 1065 tot 1078 graaf van Mâcon. Hij behoorde tot het huis Ivrea.

## Levensloop
Gwijde II was de enige zoon van graaf Godfried van Mâcon uit diens huwelijk met ene Beatrix.
In 1065 volgde hij zijn overleden vader op als graaf van Mâcon. In 1078 besloot de ongehuwde en kinderloze Gwijde te abdiceren en stond hij Mâcon af aan zijn neef, graaf Willem I van Bourgondië. Vervolgens werd hij monnik in de Abdij van Cluny, wat hij bleef tot aan zijn dood in 1109. 